# GAUSS
GAUSS – język programowania, opracowany przez Aptech Systems, którego głównymi zastosowaniami były statystyka, ekonometria, optymalizacja i wizualizacja 2D oraz 3D. Po raz pierwszy został opublikowany w 1984 roku dla MS-DOS.